# Instituto Nacional de Ciencias Neurológicas
El Instituto Nacional de Ciencias Neurológicas, cuyo acrónimo es INCN, anteriormente conocido como Hospital Santo Toribio de Mogrovejo y Hospital de Incurables, es un centro hospitalario público especializado peruano administrado por el Ministerio de Salud del Perú. Se dedica a la atención especializada en neurología, neurociencias y neurocirugía; y además también se dedica a la investigación y a la docencia. Fundado en la época virreinal con Cédula Real del 26 de agosto de 1700, como el Refugio de  Incurables de la Calle Maravillas. Está ubicado en la zona conocida como Barrios Altos en el Cercado de Lima.

## Historia
Sus inicios se remonta al año 1669, cuando en la ciudad de Lima existía en el convento de San Agustín un religioso llamado fray José de Figueroa, quien se caracterizaba por  socorrer a los más desvalidos. Un día tras atender a un herido cuya visión representó al Cristo Pobre,  fray José inició a trabajar para levantar un nuevo refugio para los indigentes e incurables. Así se fundó el Refugio de Incurables. En 1937, la  Sociedad de Beneficencia Pública de Lima cambia de nombre del Refugio de Incurables a Hospital Santo Toribio de Mogrovejo. Por Decreto Supremo  N° 006-81-SA, de fecha 30 de abril de 1981, el Ministerio de Salud  dispone la creación del Instituto de Ciencias Neurológicas. 
En el Gobierno de Alejandro Toledo en 2006, con Decreto Supremo N.º 023-2005/ SA, el IECN obtiene la denominación de Instituto Nacional de Ciencias Neurológicas.

## Especialidades
El INCN es un centro de referencia nacional en la atención en neurociencias y neurología. También cuenta con las siguientes especialidades:
- Neurología
- Neurocirugía
- Medicina Interna
- Pediatría
- Neurofisiología
- Neuropatología
- Neurogenética
- Odontología
- Nutrición
- Otoneurología
- Laboratorio Clínico
- Diagnóstico por Imágenes[2]

También en cada una de sus especialidades hay áreas de apoyo para diferentes enfermedades.
Además cuenta con una sala de emergencias que atiende afecciones que afecten al Sistema Nervioso y otros males, este atiende las 24 Horas.

## Museo del Cerebro
En sus instalaciones se encuentra el Museo de Neuropatologías, el cual es el encargado de mostrar de manera didáctica las diferentes patologías del cerebro, además del estudio a profundidad de las partes del Sistema Nervioso.